# Frank Sinatra Jr.
Frank Sinatra Jr. (Jersey City, 10 de janeiro de 1944 —  Daytona Beach, 16 de março de 2016) foi um cantor estadunidense. Ele era filho do lendário cantor americano Frank Sinatra e sua primeira esposa, Nancy Barbato.

## Sequestro
Em um acontecimento bizarro, Sinatra foi sequestrado no dia 8 de dezembro de 1963 no Harrah's Club Lodge em Lake Tahoe, na divisa da Califórnia com Nevada. Foi solto dois dias depois quando o seu pai pagou o resgate de US$ 240 000 exigido pelos sequestradores, que foram mais tarde capturados, julgados e sentenciados a longas penas. Para se comunicar com os sequestradores por orelhões, como foi exigido, seu pai andava carregando um pequeno envelope com dimes, a moeda de 10 centavos dos EUA na época, o que se tornou um hábito durante a vida inteira.

## Carreira
Frank Sinatra Jr. cantou algumas vezes em Las Vegas abrindo shows do seu pai, mas parecia que automaticamente se faziam comparações indesejáveis. Vendo Frank Jr. cantando, o editor da Forbes Magazine, Malcolm Forbes fez uma nota, "Junior com certeza não é o Senior!", no que depois, várias pessoas perguntaram a ele se gostariam que seu filho, Steve Forbes recebesse comentários assim. Frank Jr. apareceu no seriado dramático de Sammy Davis, Jr. chamado A Man Called Adam em 1966. Já que Sammy era um amigo bem próximo de Frank, mais tarde Frank ganhou a fama de que sua carreira foi feita por nepotismo.
Nos últimos estágios da vida de cantor de seu pai, Frank Sinatra Jr. virou o director musical e maestro de Frank Sinatra.
Em 2006, Sinatra Jr. lançou um álbum chamado "That Face" incluindo velhas canções conhecidas como "You'll Never Know" e "Spice".